# Zierliches Johanniskraut
Das Zierliche Johanniskraut (Hypericum elegans), auch Schmuck-Johanniskraut oder Zierliches Hartheu genannt, ist eine Pflanzenart aus der Gattung Johanniskräuter (Hypericum) innerhalb der Familie der Johanniskrautgewächse (Hypericaceae).

## Beschreibung

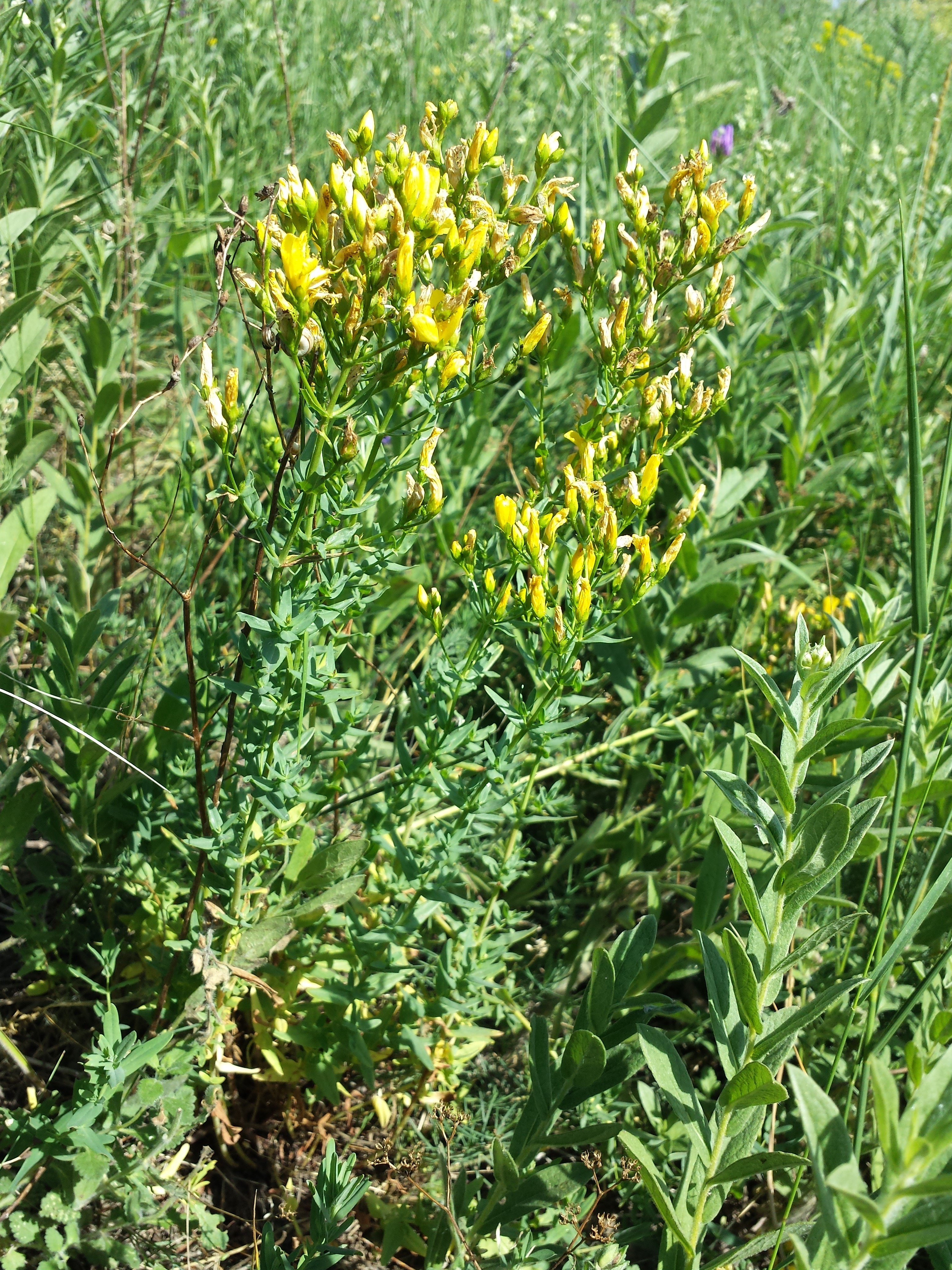
Habitus, Laubblätter und Blütenstände

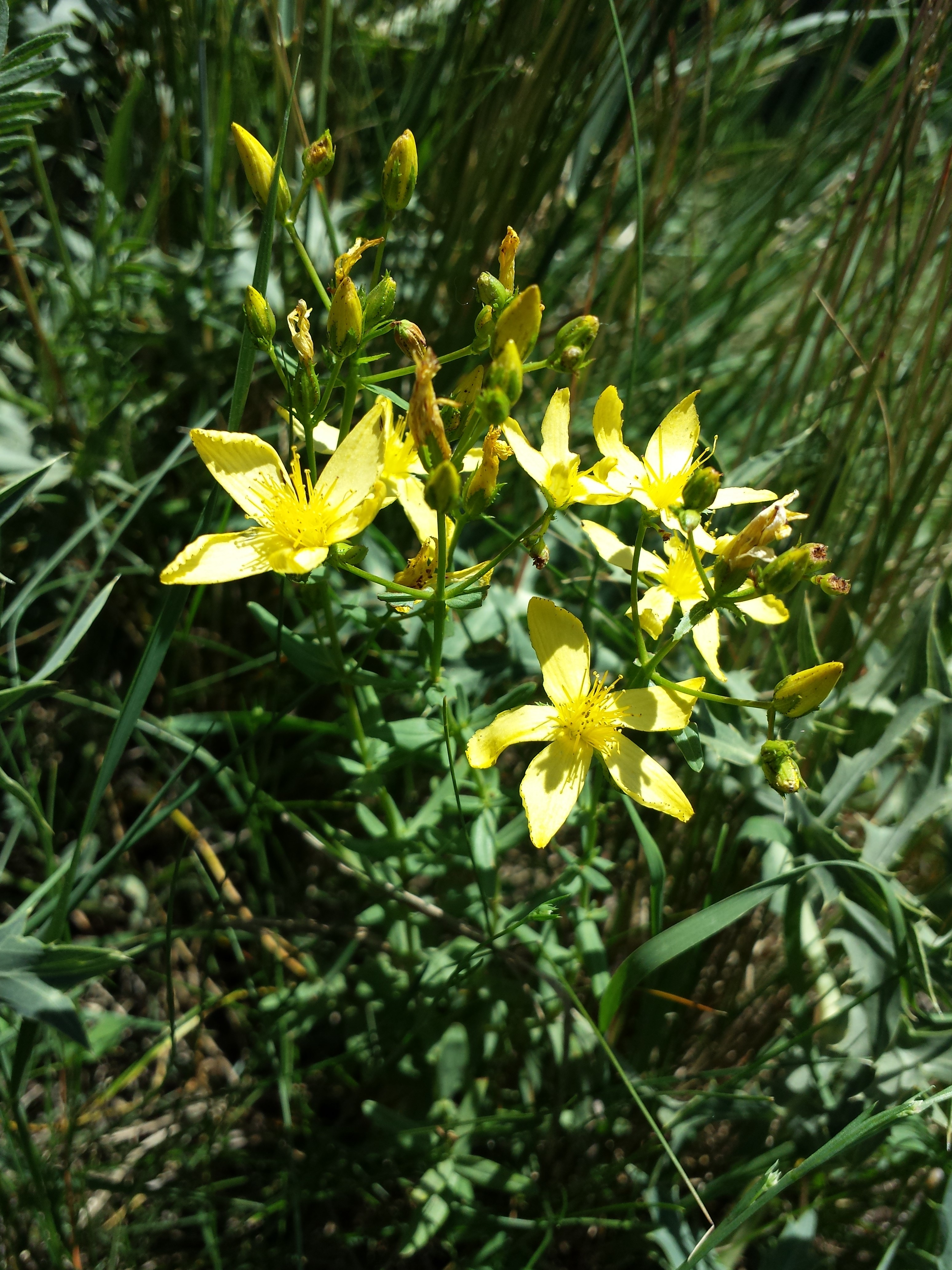
Zierliches Johanniskraut in Blüte

### Vegetative Merkmale
Das Zierliche Johanniskraut ist eine ausdauernde krautige Pflanze, die Wuchshöhen von 15 bis 30, selten bis zu 50 Zentimetern erreicht. Es werden unter- und oberirdische Ausläufer gebildet. Der aufrechte bis niederliegende, schwarz drüsig punktierte Stängel ist stielrund und besitzt im oberen Teil zwei zarte Längsleisten.
Die gegenständig angeordneten Laubblätter sind mindestens so lang wie die Stängelglieder. Die einfachen Blattspreiten sind länglich-lanzettlich und der Blattrand ist umgerollt. Die Blattspreiten sind dicht durchscheinend punktiert und am Rand befinden sich schwarze Drüsen.

### Generative Merkmale
Die Blütezeit reicht von Juni bis Juli. Der Blütenstand ist locker und enthält viele Blüten.
Die zwittrigen Blüten sind radiärsymmetrisch mit doppelter Blütenhülle. Die Kelchblätter enden spitz und besitzen auf Fransen befindliche gestielte schwarze Drüsen. Die gelben Kronblätter sind bis zu 12 Millimeter lang und der gezähnte Rand besitzt schwarze Drüsen. Es sind viele Staubblätter vorhanden. Die Staubbeutel sind gelb.
Die Chromosomengrundzahl beträgt x = 8; es liegt Tetraploidie vor mit einer Chromosomenzahl von 2n = 32.
Es werden Kapselfrüchte gebildet.

## Ökologie
Beim Zierliche Johanniskraut handelt es sich um einen teilimmergrünen, rosettenlosen Hemikryptophyten.
Die Bestäubung erfolgt durch Insekten. Blütenökologisch handelt es sich um Pollenblumen, die typischerweise von kurzrüsseligen Bienen, Syrphiden, Käfer sowie Fliegen bestäubt werden.

## Vorkommen
Das Zierliche Johanniskraut ist ein europäisch-westsibirisches Florenelement in der submeridionalen bis meridionalen Zone. Das Zierliche Johanniskraut ist in Mittel-, Ost- sowie Südosteuropa, Westasien, im Kaukasusraum und in Sibirien verbreitet.
Es gibt Fundortangaben für Deutschland, Österreich, Tschechien, Ungarn, Slowakei, Serbien, Bulgarien, Montenegro, Rumänien, Moldawien, europäischer Teil Russlands, Belarus, Ukraine, die Krim, Ciskaukasien, Aserbaidschan, Georgien, Dagestan, die Türkei und die russischen Gebiete Altai, Region Krasnojarsk, Oblast Kemerowo, Nowosibirsk, Omsk sowie Tomsk.
In Deutschland kommt es zerstreut in Rheinland-Pfalz (Rheinhessen), nördlichen Thüringen sowie selten im südlichen Sachsen-Anhalt vor. In Österreich ist das Zierliche Johanniskraut nur aus Niederösterreich bekannt.
Diese kalkstete Art wächst auf kontinentalen Trocken- und Halbtrockenrasen sowie in Trockengebüschsäumen. Das Zierliche Johanniskraut ist in Mitteleuropa eine Charakterart des Verbandes Geranion sanguinei.

## Taxonomie
Die Erstveröffentlichung von Hypericum elegans erfolgte 1802 durch Christian Friedrich Stephan in Carl Ludwig Willdenow: Species Plantarum, 3, 2, S. 1469.